# Thomas E. Wellems
Thomas Edward Wellems (* 1951 in Anaconda, Montana) ist ein US-amerikanischer Mikrobiologe und Malaria-Forscher am National Institute of Allergy and Infectious Diseases.

## Leben und Wirken
Wellems erwarb am New Mexico Institute of Mining and Technology in Socorro, New Mexico, je einen Bachelor in Chemie und in Physik und an der University of Chicago einen kombinierten M.D. und Ph.D. Am Universitätskrankenhaus der University of Pennsylvania absolvierte er seine Facharztausbildung in Innerer Medizin. Seit 1984 gehört er zum Forscherteam am National Institute of Allergy and Infectious Diseases, einer Einrichtung der National Institutes of Health in Bethesda, Maryland. Seit 2002 leitet er das dortige Labor für Malaria- und Vektor-Forschung.
Wellems befasst sich mit Fragen der Interaktion zwischen Plasmodium falciparum und Geweben des menschlichen Wirtes, mit den genetischen und molekularbiologischen Ursachen einer Resistenz gegen Chloroquin und mit der Bedeutung von Hämoglobinopathien und anderen Polymorphismen von Erythrozyten für die Empfänglichkeit gegenüber Malaria.
Wellems hat laut Datenbank Scopus einen h-Index von 64, laut Google Scholar einen von 79 (jeweils Stand Februar 2021).

## Auszeichnungen (Auswahl)
- 2003 Howard Taylor Ricketts Award der University of Chicago[4]
- 2006 Fellow der American Association for the Advancement of Science
- 2007 Mitglied der National Academy of Sciences[5]
- 2007 sanofi-aventis U.S. Award der American Society for Microbiology[1]
- 2009 Präsident der American Society of Tropical Medicine and Hygiene[6]
- 2010 Mitglied des Institute of Medicine (heute National Academy of Medicine)[7]
- 2020 Mitglied der American Academy of Arts and Sciences[8]